# Okołorostek
Okołorostek (cyrkumfiks z łac. cirkumfixus od circum „dookoła” i fixus „umocowany”) – w językoznawstwie jest to każda cząstka wyrazu (jego morfem), o ile otacza rdzeń (podstawę słowotwórczą), a jego składniki nie występują samodzielnie. Cyrkumfiks należy do zrostków. Cyrkumfiks ma znaczenie tylko jako całość. 

## Przykłady
- Zaprzeczenie w języku chikasaw: Forma chokma „idę” zostaje przy pomocy cyrkumfiksu ik- -o zanegowana do ik - chok - mo[2]
- Tworzenie imiesłowu biernego czasu przeszłego w języku niemieckim: Forma czasownika zostaje zmieniona przy pomocy cyrkumfiksu ge- -t : suchen → gesucht[2].

Nie wszystkie pary afiksów otaczające wyraz są okołorostkami. Angielski wyraz preconceived może funkcjonować w formach bez jednego z afiksów: preconceive oraz conceived, zmieni to jednak jego znaczenie. W tym przypadku oba afiksy są od siebie niezależne. 